# 中志段味
中志段味（なかしだみ）は、愛知県名古屋市守山区の地名。町名の設定はなく、住居表示未実施地域。

## 地理
名古屋市守山区北東部に位置する。東は大字上志段味、南は尾張旭市、北は春日井市に、西は下志段味と桜坂に接する。

### 字一覧
- 油石（あぶらいし）[WEB 6]
- 一本木（いっぽんぎ）[WEB 6]
- 大洞口（おおほらくち）[WEB 6]
- 大屋敷（おおやしき）[WEB 6]
- 蟹原（かにはら）[WEB 6]
- 曲畷（かねなわて）[WEB 6]
- 上寺林（かみてらはやし）[WEB 6]
- 唐池（からいけ）[WEB 6]
- 可良素（からそ）[WEB 6]
- 吉田洞（きつたほら）[WEB 6]
- 才井戸流（さいどながれ）[WEB 6]
- 申新田（さるしんでん）[WEB 6]
- 沢田（さわだ）[WEB 6]
- 湿ケ（しけ）[WEB 6]
- 下定納（したじょうのう）[WEB 6]
- 下寺林（しもてらはやし）[WEB 6]
- 天白（てんぱく）[WEB 6]
- 長根（ながね）[WEB 6]
- 西荒古（にしあらこ）[WEB 6]
- 西田（にした）[WEB 6]
- 西原（にしはら）[WEB 6]
- 西山島（にしやまじま）[WEB 6]
- 野添（のそえ）[WEB 6]
- 墓前（はかまえ）[WEB 6]
- 東荒古（ひがしあらこ）[WEB 6]
- 東海道（ひがしかいどう）[WEB 6]
- 東原（ひがしはら）[WEB 6]
- 東山島（ひがしやまじま）[WEB 6]
- 冨士塚（ふじつか）[WEB 6]
- 二ツ塚（ふたつつか）[WEB 6]
- 舟場（ふなば）[WEB 6]
- 古山田（ふるやまた）[WEB 6]
- 洞畑（ほらはた）[WEB 6]
- 南原（みなみはら）[WEB 6]
- 宮浦（みやうら）[WEB 6]
- 宮前（みやまえ）[WEB 6]
- 元屋敷（もとやしき）[WEB 6]
- 四畝物（よせもの）[WEB 6]

### 河川・沢
- 庄内川：北部を南流
- 野添川：東部を北流
- 才井戸流：北流

## 歴史

### 沿革
- 1889年（明治22年）10月1日 - 東春日井郡中志段味村が合併に伴い、同郡志談村大字中志段味となる[2]。
- 1906年（明治39年）7月16日 - 合併に伴い、東春日井郡志段味村大字中志段味となる[2]。
- 1954年（昭和29年）6月1日 - 合併に伴い、守山市大字中志段味となる[2]。
- 1963年（昭和38年）2月15日 - 合併に伴い、名古屋市守山区大字中志段味となる[2]。

## 世帯数と人口
2019年（平成31年）4月1日現在の世帯数と人口は以下の通りである。
| 大字     | 世帯数    | 人口    |
| -------- | --------- | ------- |
| 中志段味 | 2,080世帯 | 4,817人 |

### 人口の変遷
国勢調査による人口の推移
| 2000年（平成12年） | 5,619人 | [ WEB 7 ]  |  |
| 2005年（平成17年） | 5,364人 | [ WEB 8 ]  |  |
| 2010年（平成22年） | 5,078人 | [ WEB 9 ]  |  |
| 2015年（平成27年） | 4,795人 | [ WEB 10 ] |  |

## 学区
市立小・中学校に通う場合、学校等は以下の通りとなる。また、公立高等学校に通う場合の学区は以下の通りとなる。
| 番・番地等 | 小学校                   | 中学校                 | 高等学校 |
| ---------- | ------------------------ | ---------------------- | -------- |
| 全域       | 名古屋市立志段味東小学校 | 名古屋市立志段味中学校 | 尾張学区 |

## 交通
- 愛知県道15号名古屋多治見線[1]
- 愛知県道75号春日井長久手線[1]

## 施設
- 志段味東コミュニティーセンター[1]

字宮前。1986年（昭和61年）4月26日開館。名古屋市内に設置されるコミュニティセンターとしては19番目となる。鉄筋2階建て、延べ面積は約300平方メートル。和室2室、会議室2室、ロビーなどを備える。総工費6000。
- 志段味郵便局[1]
- なごや農業協同組合志段味支店[1]
- 愛知県立守山高等学校[1]
- 名古屋国際学園[1]
- ろうあ児施設愛松学園[1]
- 諏訪社[1]
- コストコ名古屋守山倉庫店[WEB 13]
- コメリパワー名古屋中志段味店[WEB 14]

- 愛知県立守山高等学校
- JAなごや志段味支店
- 名古屋志段味郵便局
- 名古屋国際学園

## 史跡
- 天白・元屋敷遺跡[1]

## その他

### 日本郵便
- 郵便番号 : 463-0002[WEB 3]（集配局：守山郵便局[WEB 15]）。

### WEB
1. ↑  “愛知県名古屋市守山区の町丁・字一覧”.   人口統計ラボ. 2017年10月7日閲覧。
2. 1 2  “町・丁目(大字)別、年齢(10歳階級)別公簿人口(全市・区別)”.   名古屋市 (2019年4月22日). 2019年4月23日閲覧。
3. 1 2  “郵便番号”.  日本郵便. 2019年3月17日閲覧。
4. ↑  “市外局番の一覧”.   総務省. 2019年1月6日閲覧。
5. ↑  名古屋市役所市民経済局地域振興部住民課町名表示係 (2015年10月21日). “守山区の町名一覧”.   名古屋市. 2017年10月7日閲覧。
6. 1 2 3 4 5 6 7 8 9 10 11 12 13 14 15 16 17 18 19 20 21 22 23 24 25 26 27 28 29 30 31 32 33 34 35 36 37 38  “愛知県名古屋市守山区の住所一覧”. MapFan. 2021年6月7日閲覧。
7. ↑  名古屋市役所総務局企画部統計課統計係 (2005年7月1日). “（刊行物）名古屋の町(大字)・丁目別人口 (平成12年国勢調査) 守山区” (XLS). 2017年10月8日閲覧。
8. ↑  名古屋市役所総務局企画部統計課統計係 (2007年6月29日). “平成17年国勢調査　名古屋の町(大字)別・年齢別人口 守山区” (XLS). 2017年10月8日閲覧。
9. ↑  名古屋市役所総務局企画部統計課統計係 (2012年6月29日). “平成22年国勢調査　名古屋の町(大字)別・年齢別人口 守山区” (XLS). 2017年10月8日閲覧。
10. ↑  名古屋市役所総務局企画部統計課統計係 (2017年7月7日). “平成27年国勢調査　名古屋の町(大字)別・年齢別人口” (XLS). 2017年10月8日閲覧。
11. ↑  “市立小・中学校の通学区域一覧”.   名古屋市 (2018年11月10日). 2019年1月14日閲覧。
12. ↑  “平成29年度以降の愛知県公立高等学校（全日制課程）入学者選抜における通学区域並びに群及びグループ分け案について”.   愛知県教育委員会 (2015年2月16日). 2019年1月14日閲覧。
13. ↑  コストコホールセールジャパン株式会社 (2021年6月7日). “守山倉庫店ガスステーション＆守山倉庫店オープン日決定！”. PR TIMES. 2021年6月7日閲覧。
14. ↑  “愛知県で2店舗目のコメリパワー　コメリパワー名古屋中志段味店 新規開店のご案内”.   株式会社コメリ (2021年3月26日). 2021年11月12日閲覧。
15. ↑  “郵便番号簿 2018年度版” (PDF).   日本郵便. 2019年5月8日閲覧。

### 新聞
1. 1 2 3 4 5 6  「ロビー広く緑見渡せる 志段味東コミュニティセンター完成」『毎日新聞朝刊』1986年4月23日。

### 文献
1. 1 2 3 4 5 6 7 8 9 10 11 12  「角川日本地名大辞典」編纂委員会 1989, p. 1558.

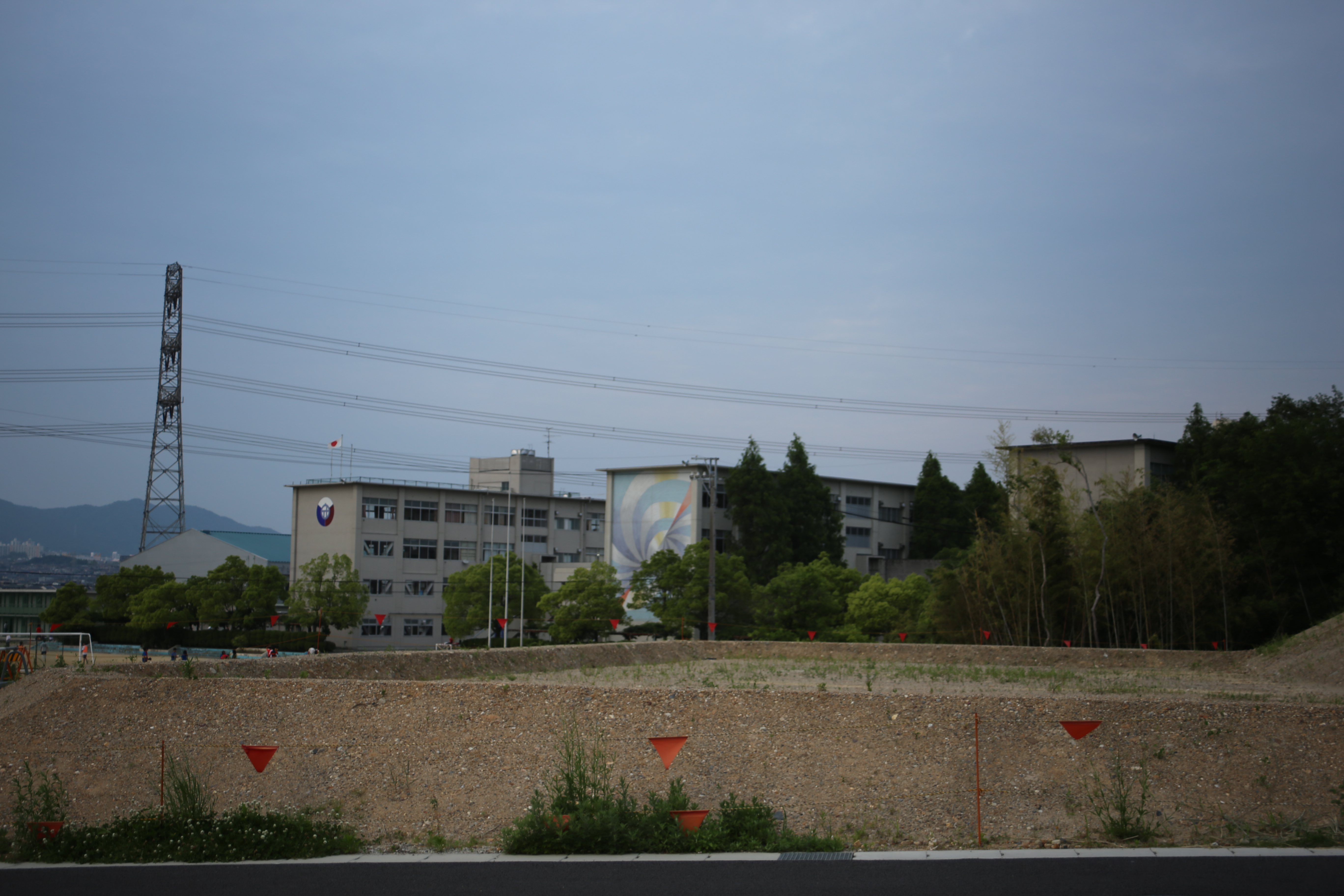
愛知県立守山高等学校
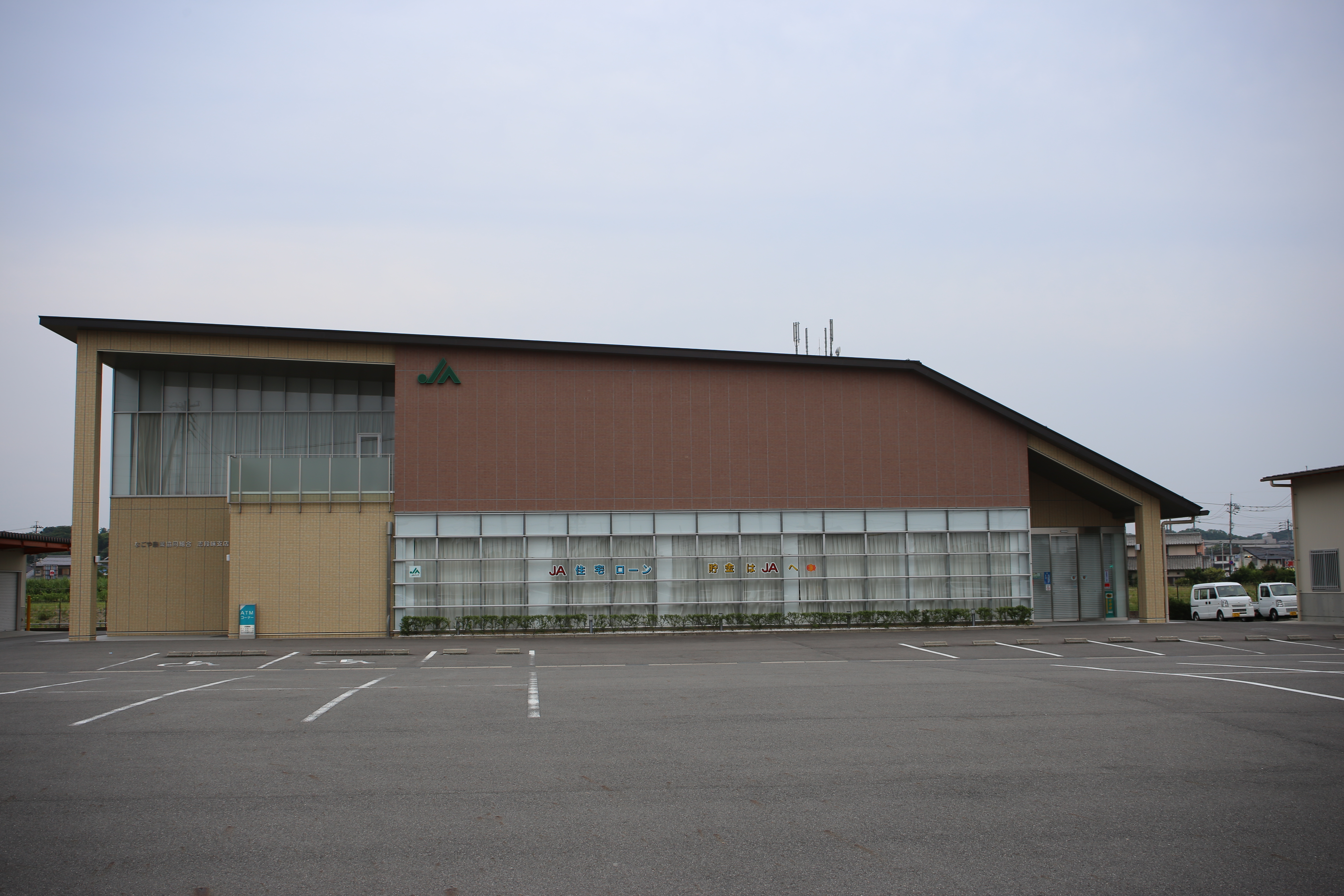
JAなごや志段味支店
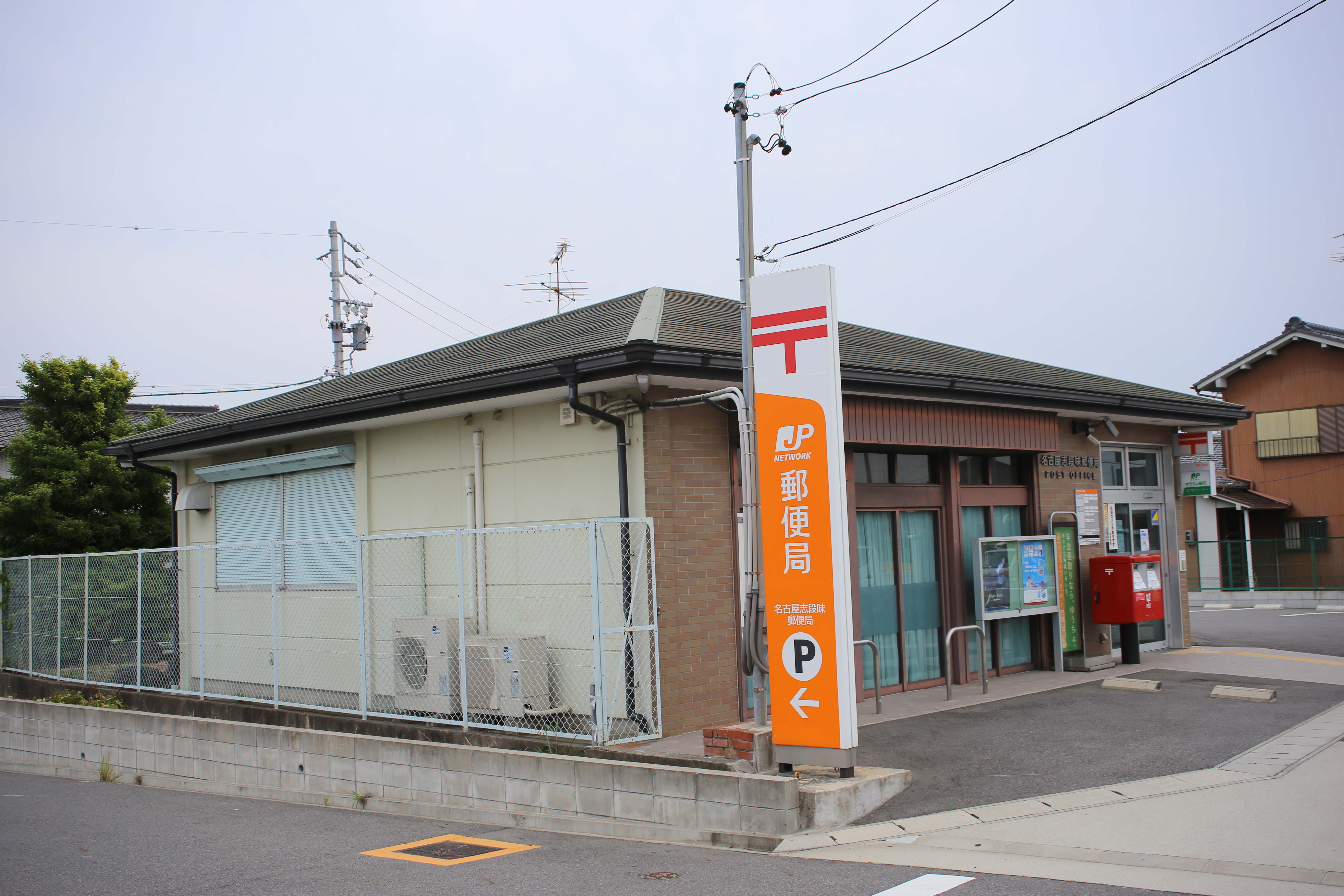
名古屋志段味郵便局
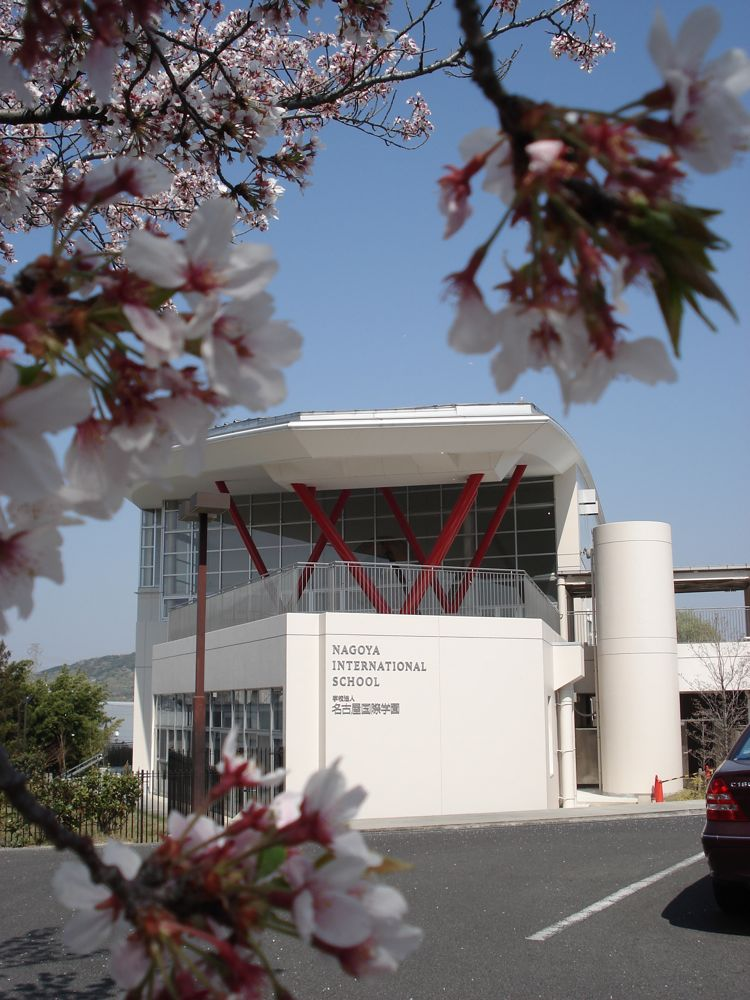
名古屋国際学園

2. 1 2 3 4  名古屋市計画局 1992, p. 861.